# Michael Hollingshead
Michael Hollingshead was een Engelse onderzoeker van psychedelische drugs en hallucinogenen, waaronder psilocybine en lysergeenzuurdi-ethylamide (LSD), aan de Harvard-universiteit rond het midden van de twintigste eeuw. Hij is de vader van de actrice Vanessa Hollingshead.

## Biografie
Hollingshead was in 1961 directiesecretaris van het Instituut voor Brits-Amerikaanse Culturele Uitwisseling. Dr. John Beresford ontving rond die tijd een pakketje LSD van het laboratorium van Sandoz in Zwitserland, een periode waarin het gebruik voor onderzoek nog legaal was; op zijn beurt gaf hij een gram daarvan aan Hollingshead. Een van de experimenten die Hollingshead uitvoerde betrof het onderzoek naar het weven van een web door spinnen, die onder invloed van LSD waren. Hij beweert dat hij de eerste was die LSD gebruikte, doordat hij per ongeluk het lepeltje aflikte waarmee hij een door hem vervaardigde pasta van poedersuiker met LSD in een mayonaisepot overschepte. (Die pot werd een onderwerp van de psychedelische legende.) Na die eerste ervaring nam hij contact op met Aldous Huxley die hem voorstelde zich met Timothy Leary in verbinding te stellen om de mogelijkheden van LSD te bespreken.
In september 1961 ontmoette hij Leary in Cambridge, werd uitgenodigd om bij hem thuis in te trekken en colleges te geven op Harvard. Kort daarna haalde hij Leary over om LSD te gebruiken. Hij nam in 1962 deel aan het Concord Prison Experiment, samen met Leary, Ralph Metzner en verschillende anderen. De jaren daarop was hij betrokken bij het werk van psychedelisch therapeuten en woonde een tijdje met Leary en Richard Alpert (alias Ram Dass) in een huis in Millbrook. Vervolgens zette hij in New York samen met Jean Houston een eigen project op, waarbij begeleide trips plaatsvonden en gegevens werden verzameld, die volgens Hollingshead het basismateriaal vormden voor het boek van Masters en Houston The Varieties of Psychedelic Experience. In 1965 verhuisde hij naar Londen waar hij het World Psychedelic Center opende. Hij werkte ook mee aan een experimentele film met de regisseur Scott Bartlett met de titel “Moon 69,” geïnspireerd op het Apolloproject, de eerste bemande missie die in een baan rond de maan vloog.
Hollingshead is bestuurslid van de Castalia Foundation, medewerker aan de Psychedelic Review, en interviewde in 1980 Robert Anton Wilson voor het tijdschrift High Times.
Tot de mensen van wie wordt verteld dat Hollingshead hen kennis heeft laten maken met LSD behoren: Timothy Leary, William Burroughs, Roman Polanski, Allen Ginsberg, Maynard Ferguson, Donovan, Keith Richard, Paul Krassner, Frank Barron, Houston Smith, Paul Lee, Richard Katz, Pete LaRoca, Charlie Mingus, Saul Steinberg, Alan Watts, Paul McCartney, John Lennon en George Harrison.